# Bazin

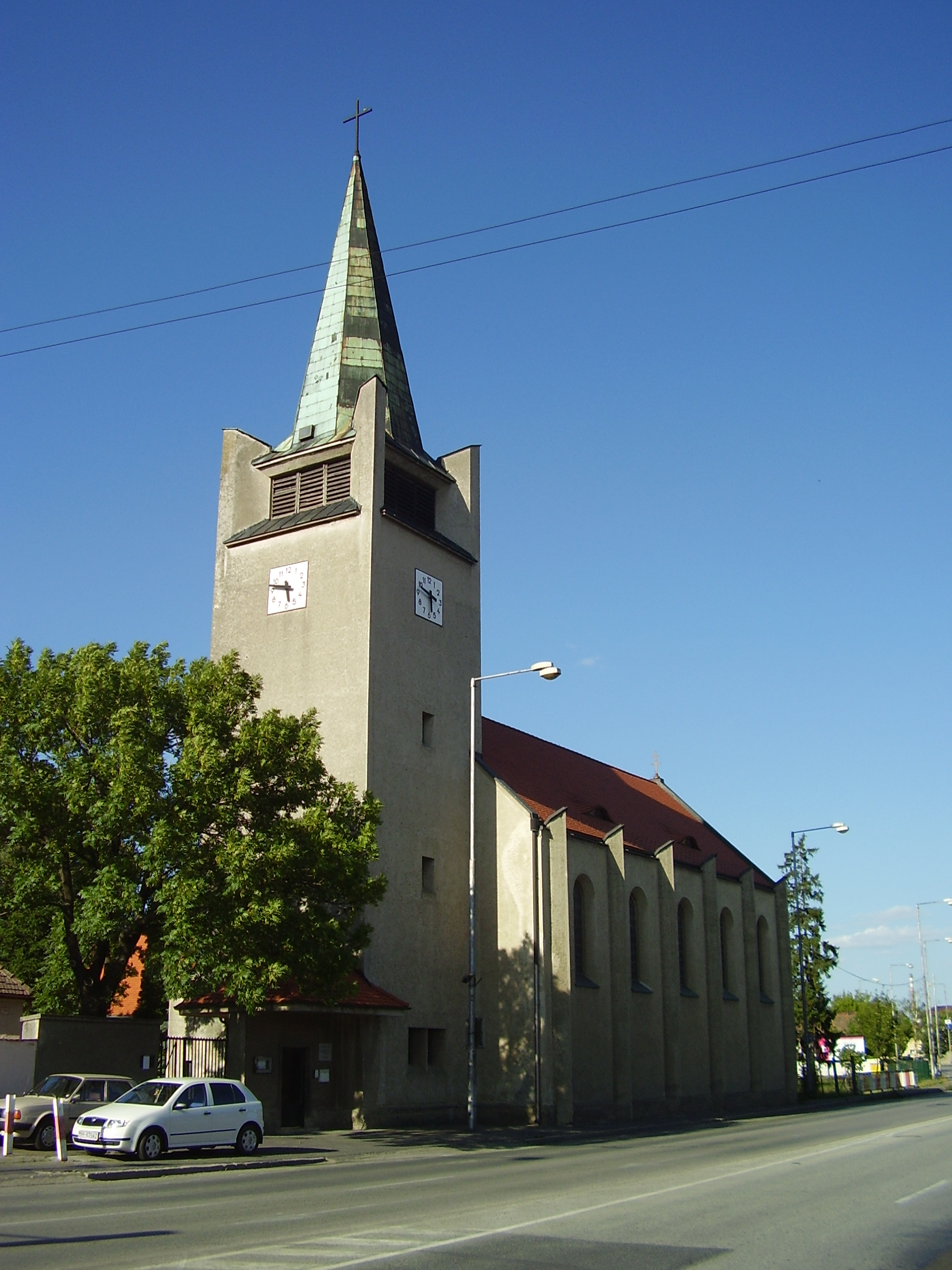
Grínád (Grinava) városrész temploma

Bazin (szlovákul Pezinok, németül Bösing, Pösing latinul Bazinium) város  Szlovákiában. A Pozsonyi kerület Bazini járásának székhelye.

## Fekvése
Pozsonytól 20 km-re északkeletre, a Kis-Kárpátokban fekszik.
Híres bortermővidék központja.

## Nevének eredete
Első említése 1208-ban Bozyn alakban történt. Ez a szláv Boza személynév -in birtokos képzős változata.

## Története
Azt a helyet, ahol a város fekszik, 1208-ban terra Bozin néven említik először. Várát a 13. században a Szentgyörgyiek építették, 1608-ban az Illésházyak reneszánsz várkastéllyá építtették át, később a Pálffyaké lett. Bazin az évszázadok során bányásztelepülésből jelentős szőlőtermelő hellyé alakult át, ebben nagy szerepet játszott a 16. századi német betelepülés. Bazin 1647. június 14-én III. Ferdinánd király adományaként lett szabad királyi város, városfalait 1643-ban kezdték építeni. Virágzását a 17. században élte, ebben az időszakban a Magyar Királyság egyik leggazdagabb városa volt, melyet főként kiváló minőségű borainak köszönhetett. 1683-ban Thököly Imre hadai, 1704-ben Ocskay László kurucai foglalták el és gyújtották fel a várost. A Rákóczi-szabadságharc után már nem nyerte vissza korábbi jelentőségét.
Fényes Elek geográfiai szótárában így ír a városról: "Bazing, (Pösing, Bazinium, Bezinek, kőfallal körülkeritetett kir. város, Pozson vmgyében, fekszik egy igen kellemetes vidéken Pozsontól 3 mfdnyire. Délre, keletre, északra termékeny szántóföldek, kövér rétek, gyümölcsösök, majorok; nyugotra szép szőlőhegyek, és bikkes erdők keritik. Házai nagyobb részint földszintiek, s az 1832-ki nagy tűz óta ujfedeletűek, s kivülről is tiszták. Utczáinak, mellyeket egy patak nedvesit, kövezetje meglehetős. Nevezetesebb épületei: a nagy kath. paroch. templom, a kapuczinusok klastroma, az evang. szentegyház, a város háza, a kőfalon kivül nyugotra a gr. Pálffy ismeretes régi várkastélya, két vendégfogadó. Van itt három nemesi curia, 317 ház, 845 család, 19 tiszt, 342 polgár és mesterember, 269 nemesi család, 210 paraszt, 451 zsellér, 2316 kath., 2007 evang., 220 zsidó. Nyelvökre nézve a lakosok 2/3 része tót, 1/3 német. Ezen népségnek fő élelme, a szőlő- és földmivelés, kézimesterségek és bányászság. Mesteremberei között a posztósok legtöbb figyelmet érdemelnek. Szőlőhegye hires asztali fehér bort terem, sőt némelly esztendőkben asszúszőlőt is csinálnak. Legjobban dicsértetnek az Oedon, Retenberg, Horer, Mitterberg, Eyerbach nevű hegyeken termett borok. Arany bányája nem sok, de igen finom aranyat ezüstöt ád; piskolcz már több ásatik és jó. Van itt helyettemes bányász-hivatal is. Továbbá nevezetessé teszi még Bazint ásványos vize és fördője, a melly fél órányira a várostól egy gyönyörű völgynek nyilásánál fekszik. Alkotó részei a viznek: szén-savanyús mészföld, vasföld, lúgsó, hegykristály és szelenitföld. Mind ivásra, mind fördésre egyaránt használják. Nedves időben, vagy zivatar alkalmával szine zavaros, inni pedig erősebb. A fördőház 1 emeletű, s benne több lakó és fördő szobák találtatnak, de ágyi ruhát minden vendégnek kell magának vinni. Haszna kitünő: a változó hideglelésekben, a keresztcsont, vizhójag-fájdalmakban, továbbá erősiti az elgyengült tagokat, s vizelletet hajt. Egyébiránt a vidék bájoló szépségű, s bizonyosan minden természetben gyönyörködő, kellemetesen töltheti itten idejét, s ha a virágos rétekkel himzett, pisztrangokkal bővölködő Fekete viz partján felsétál: csakhamar eléri Zumberg nevű kis helységet, hol egy kath. csinos kápolnát, papirosmalmot és szürkallót talál."
A város iparosodása a 19. század elején indult meg. Itt alapították meg Magyarország első kénsavgyárát, megindult a téglagyári termelés, majd kiépült a vasútvonal is. Emellett továbbra is a Kis-Kárpátok térségének legnagyobb bortermelőhelye maradt. A trianoni békeszerződésig Pozsony vármegye Szenci járásához tartozott.
Bazin ma virágzó járási székhely, mely különösen borászatáról és műemlékeiről nevezetes.

## Népessége
| Év:            | 1994.  | 2004.   | 2014.   | 2024.    |
| -------------- | ------ | ------- | ------- | -------- |
| Emberek száma: | 21 552 | 21 147  | 22 129  | 24 375   |
| Eltérés:       |        | -1,87 % | +4,64 % | +10,14 % |

| Év:            | 2023.  | 2024.   |
| -------------- | ------ | ------- |
| Emberek száma: | 24 506 | 24 375  |
| Eltérés:       |        | -0,53 % |

1880-ban 4184 lakosából 153 magyar és 2104 szlovák anyanyelvű volt.
1890-ben 4507 lakosából 250 magyar és 2471 szlovák anyanyelvű volt.
1900-ban 4899 lakosából 418 magyar és 2666 szlovák anyanyelvű volt.
1910-ben 4809 lakosából 2642 szlovák, 1558 német és 575 magyar anyanyelvű volt. Grinádon 39 magyar és 575 szlovák anyanyelvű élt. Cajlán 50 magyar és 1043 szlovák anyanyelvű élt.
1921-ben 4917 lakosából 184 magyar és 3120 csehszlovák volt.
1930-ban 6079 lakosából 2 ruszin, 161 zsidó, 234 magyar, 1325 német, 4259 csehszlovák, 10 egyéb nemzetiségű és 88 állampolgárság nélküli volt. Ebből 3766 római katolikus, 1764 evangélikus, 418 izraelita, 24 református, 4 görög katolikus és 103 egyéb vallású volt. Cajlán 8 magyar és 1368 csehszlovák volt.
1970-ben 12123 lakosából 75 magyar és 11782 szlovák volt. Grinádon 3 magyar és 1735 szlovák élt.
1980-ban 17116 lakosából 74 magyar és 16671 szlovák volt.
1991-ben 20515 lakosából 130 magyar és 19979 szlovák volt.
2001-ben 21082 lakosából 110 magyar és 20 347 szlovák volt.
2011-ben 21 179 lakosából 195 cseh, 147 magyar, 115 cigány, 37 német, 27 morva, 22 ruszin, 20 ukrán, 19 orosz, 14 bolgár, 7 lengyel, 5 horvát, 3 zsidó, 20 073 szlovák, 68 egyéb és 427 ismeretlen nemzetiségű volt. Ebből 1488 evangélikus, 5102 nem vallásos és 12276 római katolikus vallású volt.
2021-ben 24900 lakosából 112 (+41) magyar, 22592 (+90) szlovák, 5 (+84) cigány, 24 (+54) ruszin, 440 (+56) egyéb és 1727 ismeretlen nemzetiségű volt.

## Nevezetességei
- Egykori vára kastéllyá átalakítva áll, a kastély alatti pincékben érlelik a környék híres borait, benne borozó van. A kastélyt a 20. század elején gróf Pálffy János restauráltatta, parkjában strandfürdő van.
- Gótikus plébániatemplomát a Bazini grófok alapították, kápolnája 1608-ban épült, benne Illésházy István márványszobra áll.
- Az alsótemplom 1659-ben eredetileg evangélikus templomnak épült.
- Kapucinus temploma és kolostora 1718-ból származik.
- Egykori várának és városfalának maradványai még láthatók.
- Kis-Kárpátok Múzeum (várostörténeti, néprajzi és borászati kiállításokkal).
- Híresek a város borünnepei. Minden második év szeptemberében borfesztivált, áprilisban évente borversenyt rendeznek.
- A kulturális események közül a drámafesztivál és a nemzetközi templomi zenei fesztivál érdemel említést.
- Nemzetközi fúvószenei fesztivál augusztus harmadik hétvégéjén.
- Nemzetközi ásvány-, kövület- és drágakő-kiállítás és vásár augusztus utolsó dekádjában.
- A Kis-Kárpátok hegyei a hegymászók és túrázók kedvelt paradicsoma.

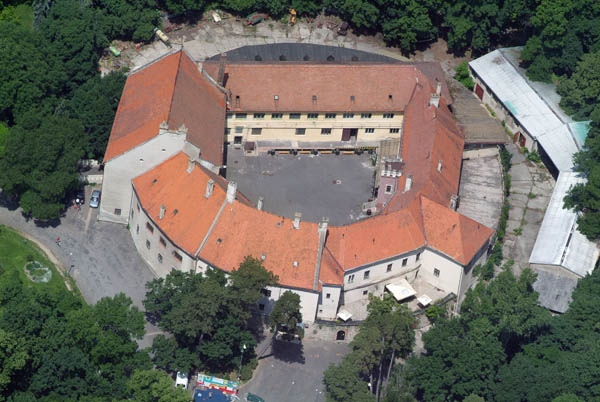
Légifotó a kastélyról
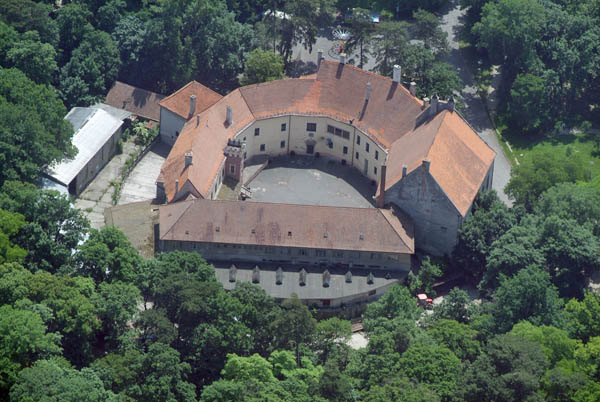

## Híres emberek
Itt született:
- 1667-ben Kupeczky János, festőművész.
- 1777-ben Ruzitska Ignác zeneszerző, karmester, hegedűművész.
- 1783. november 25-én Zipser Keresztély András, német természettudós, író.[forrás?]
- 1798. december 10-én Rázga Pál, evangélikus lelkész, az egyik pozsonyi vértanú.
- 1814. október 7-én Barts Ferenc, tanár, szakíró.
- 1820-ban Jurenák Sándor földbirtokos, a Ferenc József-rend lovagja, Békés vármegye megyebizottsági tagja, királyi tanácsos.
- 1833-ban Lőwy Mór magyar születésű francia csillagász, matematikus, fényképész. A párizsi Nemzeti Obszervatórium igazgatója.
- 1851. szeptember 8-án Bánfi János, író, tanár.
- 1877. október 14-én Zámor Ferenc, gépészmérnök.
- 1886. június 14-én Pettkó-Szandtner Tibor, katonatiszt, európai hírű lótenyésztő és fogathajtó.
- 1889. május 28-án Réti Richárd, német anyanyelvű osztrák-magyar sakkmester, a monarchia felbomlása után csehszlovák sakknagymester volt, sakkfeladványszerző, sakkszakíró
- 1896. március 3-án Horváth Endre, grafikusművész, bélyegtervező.
- 1906-ban Rajter Lajos, zeneszerző, karmester.
- 1906-ban František Bokes szlovák történész, történeti geográfus.
- 1908-ban Eugen Suchoň, szlovák zeneszerző.

Itt nyugszik:
- A templomban nyugszik Pálffy Tamás (1534-1581) palotai főkapitány, Pálffy Miklós testvére.[5]
- Itt hunyt el 1889-ben Jurenák András (1806-1889) modori tanár, később magyar királyi kincstári gondnok, úrvölgyi bányanagy.
- Itt hunyt el 1944-ben Petrásek Ágoston (1879-1944) csehszlovákiai politikus, római katolikus szerzetes pap.
- Itt hunyt el 1989-ben Marcel Horniak disszidens, szaleziánus pap.

Itt szolgált:
- Windisch János Teofil (1689-1732) orvos, botanikus.
- Rajczy János (?–1825) esperes, Bars vármegye táblabírája.
- Dworan Márton (1770-1848) esztergom egyházmegyei katolikus pap, alesperes, táblabíró.
- Kovács János (1819-1883) római katolikus plébános.
- Grínádon szolgált Miskovics József római katolikus plébános.

Itt élt:
- Pataki Maurus Pál (1893-1965) bencés szerzetes.
- Zuzana Čaputová (1973) szlovák liberális politikus, jogász, aktivista, Szlovákia megválasztott köztársasági elnöke.
- Andrej Kraus (1967) szinész, humorista, producer.

## Testvérvárosok
- Mosonmagyaróvár, Magyarország
- Andrychów, Lengyelország
- Izola, Szlovénia
- Mladá Boleslav, Csehország
- Nezsider, Ausztria